# Reiseckers Reisen/Episodenliste
Diese Episodenliste enthält alle Episoden der österreichischen Dokumentarfilmreihe Reiseckers Reisen – Ein österreichisches Roadmovie, sortiert nach der deutschsprachigen Erstausstrahlung. Die Fernsehserie umfasst derzeit 6 Staffeln mit 58 Episoden.

## Übersicht
| Staffel | Episoden | ORF-Erstausstrahlung | ORF-Erstausstrahlung |
| Staffel | Episoden | Staffelpremiere      | Staffelfinale        |
| ------- | -------- | -------------------- | -------------------- |
| 1       | 8        | 13. August 2012      | 20. Februar 2013     |
| 2       | 10       | 1. Oktober 2013      | 10. Dezember 2013    |
| 3       | 10       | 9. Dezember 2014     | 3. März 2015         |
| 4       | 10       | 20. September 2016   | 6. Dezember 2016     |
| 5       | 10       | 19. September 2017   | 19. Dezember 2017    |
| 6       | 10       | 22. Oktober 2019     | 17. Dezember 2019    |

## Staffel 1
| Nr. (ges.) | Nr. (St.) | Erstausstrahlung   | Region              | Land (Bundesland)  | Stationen/Gesprächspartner                                                                                                  |
| ---------- | --------- | ------------------ | ------------------- | ------------------ | --- |
| 1          | 1         | 13. August 2012    |                     | Oberösterreich     | Fliegender Datenbankier – Krippenschnitzer – Jungzüchterinnen – Eisbären und Pinguine                                       |
| 2          | 2         | 20. August 2012    |                     | Kärnten            | Gamsbartbinder – Bienenkästen – Elvis of Route 69 – Palarius beim Burgbau – Bootsfahrt                                      |
| 3          | 3         | 27. August 2012    |                     | Vorarlberg         | Dorf Sonntag – Garten-Omas – Junge Weltreisende – Biker-Bäcker – Gnadenhof                                                  |
| 4          | 4         | 03. September 2012 |                     | Niederösterreich   | Grabschaufler – Malende Bäuerin – Steinesammler – Brückenbauer                                                              |
| 5          | 5         | 10. September 2012 |                     | Wien               | Wagenplatz Lobau – Straßenkehrer – Fahrradmechaniker – Zauberer – Slackliner                                                |
| 6          | 6         | 04. November 2012  | Südosten der USA    | Vereinigte Staaten | Washington, D.C. – Tennessee – New Orleans – Key West – Miami Beach – Washington D.C. (Special anlässlich der US-Wahl 2012) |
| 7          | 7         | 16. Jänner 2013    | Pinzgau             | Salzburg           | Bartweltmeister – Keramikkünstler – Käse-Konditorin – Iglubauer – Schneeschuhe                                              |
| 8          | 8         | 20. Februar 2013   | Steirisches Ennstal | Steiermark         | Welt der Steine – Langlauf-Enthusiasten – Holzknecht – Erkenntnis-Training                                                  |

## Staffel 2
| Nr. (ges.) | Nr. (St.) | Erstausstrahlung  | Region                | Land (Bundesland) | Stationen/Gesprächspartner |
| ---------- | --------- | ----------------- | --------------------- | ----------------- | --- |
| 9          | 1         | 01. Oktober 2013  | Krieau                | Wien              | Hauptallee-Cowboy – Trabrennbahn-Paar – Weitwanderer an der Donau |
| 10         | 2         | 08. Oktober 2013  | Salzkammergut         | Oberösterreich    | Männerliebe – Gai-Fahrer – Facebook zum Angreifen – Jungbäuerin |
| 11         | 3         | 15. Oktober 2013  | Neusiedler See        | Burgenland        | Winzer – Fischer – Figurentheater – Chili-Züchter – Saisonarbeiterinnen |
| 12         | 4         | 22. Oktober 2013  | Großglocknerstraße    | Salzburg          | Wirt – Maut – Berliner – Alm – Schmetterling – Murmeltier – Radler |
| 13         | 5         | 29. Oktober 2013  | Wiener Prater         | Wien              | 16er Blech am Würstelstand – im Boxclub – Athletics Light – Lehrerin |
| 14         | 6         | 05. November 2013 | Salzburg              | Salzburg          | Almwelle – Floristin – Mr. Wolfgang – Coworking – Balkan Grill – Geigenbaumeister |
| 15         | 7         | 12. November 2013 | Dreiländereck A/CH/FL | Vorarlberg        | Agility – Häuslbauerin – Royales Grillmobil – Bauherrin – Eisenplastiker |
| 16         | 8         | 26. November 2013 | Donauradweg           | Oberösterreich    | Admiral Pauli, Seilfähre Ottensheim – Skaterin – Matrosen aus Russe, Bulgarien mit Sojaschrot aus Amsterdam – Glasbläser, Aschach – Straßenbegeherin aus Berlin – Fischer – Fähre nach Obernzell – Kinderzirkus im Zelt |
| 17         | 9         | 03. Dezember 2013 | Südoststeiermark      | Steiermark        | Western-Ranch – Puchsammler – Kürbisstand Route 66 – Leierorgel |
| 18         | 10        | 10. Dezember 2013 | Lienz                 | Tirol             | Lama-Trekking – Aguntum – Jos Pirkner – Internationales Straßentheaterfestival Olala |

## Staffel 3
| Nr. (ges.) | Nr. (St.) | Erstausstrahlung  | Region               | Land (Bundesland) | Stationen/Gesprächspartner                                                                |
| ---------- | --------- | ----------------- | -------------------- | ----------------- | ----------------------------------------------------------------------------------------- |
| 19         | 1         | 09. Dezember 2014 | Wörthersee           | Kärnten           | Pyramidenkogel – Ex-Millionär – Sattler – Olivenöl-Missionar – E-Boot – Hexe              |
| 20         | 2         | 16. Dezember 2014 | Almtal               | Oberösterreich    | Märchenerzähler – Maler – Buddhistin – Kramuri-Garten – Flüchtlingsbetreuerin             |
| 21         | 3         | 23. Dezember 2014 | Wienerwald           | Niederösterreich  | Rinderzüchter – Hebamme – BOKU-Baustelle – Tierärztin – Meditieren – Dorfgemeinschaft     |
| 22         | 4         | 30. Dezember 2014 | Lungau               | Salzburg          | Uhrsammler – Müllmänner – Restaurator – Hasenöhrl – Jurtenbauer                           |
| 23         | 5         | 13. Jänner 2015   | Am Stadtrand         | Wien              | Kino-Fan – Zug-Pensionisten – Cadillac – Roller-Kids – Baustelle Seestadt Aspern          |
| 24         | 6         | 20. Jänner 2015   | Kitzbühel            | Tirol             | Friseurin – Gondelfahrt – Streif-Bauern – Immobilienmakler – Golfplatz – Jugendliche      |
| 25         | 7         | 27. Jänner 2015   | An der Grenze (A/CZ) | Niederösterreich  | Fahrender Metzger – Ex-Alkoholiker – Klein Mallorca – Selbstversorgerin – Bordellbesitzer |
| 26         | 8         | 03. Februar 2015  | Mürztal              | Steiermark        | Tierpräparator – Schafzüchterin – Trachtenkaufmann – Longboarder                          |
| 27         | 9         | 24. Februar 2015  | Südburgenland        | Burgenland        | Metallkünstler – Gemüsebauern – Korbflechterin – Taubenzüchter – Hausbesitzerin           |
| 28         | 10        | 03. März 2015     | Brenner              | Tirol             | Rodelwerkstatt – Biker-Brüder – Kräuterfrau – Imbissbude – Bodypainter                    |

## Staffel 4
| Nr. (ges.) | Nr. (St.) | Erstausstrahlung   | Region       | Land (Bundesland) | Stationen/Gesprächspartner                                                            |
| ---------- | --------- | ------------------ | ------------ | ----------------- | ------------------------------------------------------------------------------------- |
| 29         | 1         | 20. September 2016 | Alte Donau   | Wien              | Bungee – Genießer – Badenixen – SUP – Flohmarkt – Kanu-Polo – Schwimmer – FKK-Königin |
| 30         | 2         | 27. September 2016 | Lignano      | Italien           | Autoschläfer – Wiener – Jamaikaner – Muttertag – Barrierefrei – Sandkopf – Spielhalle |
| 31         | 3         | 04. Oktober 2016   | Lignano      | Italien           | Am Markt – Original Mostviertler – Camper – Doggy Beach – Schweiz – Bäderbus          |
| 32         | 4         | 11. Oktober 2016   | Karwendel    | Tirol             | Kite-Surfer – Kanzelkehre – Didge-Toni – Rauchfangkehrer – Polin – Berufsjäger        |
| 33         | 5         | 18. Oktober 2016   | Wachau       | Niederösterreich  | Tankstelle – Marillenmann – Mauer – Heiler – Schulklasse                              |
| 34         | 6         | 25. Oktober 2016   | Brandnertal  | Vorarlberg        | Gerber – Biker – Touristin – Marschprobe – Husky-Toni                                 |
| 35         | 7         | 08. November 2016  | Linz         | Oberösterreich    | Verkäuferin – Künstler – Weltreisende – Linzer Hafen – Gitarrist – Schule             |
| 36         | 8         | 22. November 2016  | Gesäuse      | Steiermark        | Falkner – Wirt – Hauskäufer – Köchin – Bäuerin                                        |
| 37         | 9         | 29. November 2016  | Innere Stadt | Wien              | Taxlerin – Frühpensionist – Rosenmanufaktur – Detektiv – Jodeln – Seifenblasen        |
| 38         | 10        | 06. Dezember 2016  | Pongau       | Salzburg          | Heißluftballon – Skilift – Sauschneid-Sepp – Holländer – Hirsche                      |

## Staffel 5
| Nr. (ges.) | Nr. (St.) | Erstausstrahlung   | Region              | Land (Bundesland) | Stationen/Gesprächspartner |
| ---------- | --------- | ------------------ | ------------------- | ----------------- | --- |
| 39         | 1         | 19. September 2017 | Berlin              | Deutschland       | Fahrradkurierin – Rap-Battle – Trödler in Kreuzberg – kongolesische Einwanderer – Wirtschaftsjournalistin (Special anlässlich der Bundestagswahl 2017)                        |
| 40         | 2         | 26. September 2017 | Berlin              | Deutschland       | Leierkastenspieler – Rentner – Bienenzüchterin – spiritueller Meister – Hausbootbesitzer – Weltreisender                                                                      |
| 41         | 3         | 03. Oktober 2017   | Thayatal            | Niederösterreich  | junger Graf auf Schloss Ruegers – Jungfamilie – Lamahof – Beiwagenfahrer – Waldhexe                                                                                           |
| 42         | 4         | 10. Oktober 2017   | Laaer Berg          | Wien              | Entenliebhaber – stressresistente Hotelchefin – transsexuelle Französin – Böhmischer Prater – Biobauer in Unterlaa                                                            |
| 43         | 5         | 17. Oktober 2017   | Lavanttal           | Kärnten           | Schwammerlsucher – Rosenprinz – Flüchtlingsfamilie – Papierfabrikarbeiter – Mönch im Stift St. Paul – Druidin                                                                 |
| 44         | 6         | 21. November 2017  | Oberes Murtal       | Steiermark        | Schlagersängerin – Tätowiererin – Alpakazüchterin – Love-Toy-Partyveranstalterin                                                                                              |
| 45         | 7         | 28. November 2017  | Entlang der Wien    | Wien              | junge Au-Pair-Dame – Gärtner – Junkie – Pokémon-Fan – Korbflechtwerkstatt – Hobby-Philosoph                                                                                   |
| 46         | 8         | 05. Dezember 2017  | Unteres Mühlviertel | Oberösterreich    | Obstbäuerin – Erdäpfelerntehelfer und Musiker – Mühlviertler „Original“ – Bierbrauer – Kuhbäuerin                                                                             |
| 47         | 9         | 12. Dezember 2017  | Innsbruck           | Tirol             | Olympia Eiskanal Igls – Straßenkünstlerin – Psychologiestudentin aus Deutschland – Humangenetiker – junges Künstlerpaar                                                       |
| 48         | 10        | 19. Dezember 2017  | Bali                | Indonesien        | Pinzgauer Snowboarderin/Surferin – Schildkrötenschutzprogramm – Digitaler Nomade aus der Steiermark – „Österreicher-Resort“ – Hahnenkampf – Trekkingführer und Umweltschützer |

## Staffel 6
| Nr. (ges.) | Nr. (St.) | Erstausstrahlung  | Region              | Land (Bundesland)           | Stationen/Gesprächspartner |
| ---------- | --------- | ----------------- | ------------------- | --------------------------- | --- |
| 49         | 1         | 22. Oktober 2019  | Steyrtal            | Oberösterreich              | Musikkapelle mit junger Nonne – Schmiede – Straußenzucht in Steinbach an der Steyr – Maultrommelpionier in Molln – Dampfeisenbahn in Grünburg |
| 50         | 2         | 29. Oktober 2019  | Donauinsel          | Wien                        | sportlicher Pensionist – Kanutinnen Corinna Kuhnle und Viktoria Wolffhardt in der Vienna Watersports Arena – Sterletzucht der BOKU – Bademeister mit Thailand-Verbindung |
| 51         | 3         | 05. November 2019 | Überetsch-Unterland | Südtirol                    | Apefahrer in Altrei – junge Winzerin – Berliner Paar in der Bletterbachschlucht – Krampusmaskenschnitzer in Tramin – Saltner |
| 52         | 4         | 12. November 2019 | Graz                | Steiermark                  | Ziehharmonikaspieler beim Uhrturm – per OneWheel am Murradweg – Radlobbyist per Lastenrad zum Ghost Bike – Vereisungs-Windkanal und Flugsimulator an der FH – Spikeball im Stadtpark – Hutmacherin – Stiegen am Schloßberg                                                                      |
| 53         | 5         | 26. November 2019 | Salzburger Seenland | Salzburg                    | Oldtimer auf der Ludwigshöhe – Segellehrer/Student am Mattsee – Zwetschkenpflücker – Energetikerin in St. Pantaleon – Tischler/Steinhauer in Sighartstein |
| 54         | 6         | 03. Dezember 2019 | Leithagebirge       | Niederösterreich Burgenland | „Plane-Watcher“ am Flughafen Schwechat – Jäger am Rand des Leithagebirges – Pilzezüchtender BOKU-Student in Donnerskirchen – Militärhundezentrum Kaisersteinbruch – Techniker bei Windkraftanlage – Bohnenstrudel in Purbach am Neusiedler See                                                  |
| 55         | 7         | 03. Dezember 2019 | Hallstatt           | Oberösterreich              | HTL-Schüler am Hallstätter See – Instrumentenbauer in Hallstatt – Fronleichnamsprozession und Bootsfahrt mit „Zugereister“ – Liegeradfahrer – Paragleiter am Krippenstein (Dachsteinseilbahn)                                                                                                   |
| 56         | 8         | 10. Dezember 2019 | Ottakring           | Wien                        | Kranführer – SM-Verein – Durga-Fest |
| 57         | 9         | 10. Dezember 2019 | Kärntner Weißensee  | Kärnten                     | slowenische Motorradfahrer – Eistaucher am Weißensee – Küche einer Skihütte – Schlittenfahrt – niederländisches Urlauberpaar – Visagistin und ihre Tochter – Faschingssitzung |
| 58         | 10        | 17. Dezember 2019 | Kvarner-Bucht       | Kroatien                    | Bootstourenanbieter in Opatija – deutsche Urlauberin – Bootsfahrt durch die Bucht – südafrikanischer Charity-Fernradfahrer „CrazyBikeGuy“ – Kunsthistorikerin und Kuratorin in Cres – österreichischer Yachtbesitzer – Puppenmacherin in Lubenice – kroatisch-österreichisches Ehepaar in Valun |